# ニホンオオカミ
ニホンオオカミ（日本狼、英: Japanese wolf、学名：Canis lupus hodophilax）は、食肉目イヌ科に属するオオカミの絶滅亜種。日本の本州、四国、九州に生息していた。縄文時代以降の遺骸が出土する。独立種（Canis hodophilax）とする説にしたがえば絶滅種となる。
知られているオオカミの亜種の中では小型である。家畜化されたイエイヌに最も遺伝学上近く、共に東アジア発祥で祖先を同じくすると考えられている。

## 概要

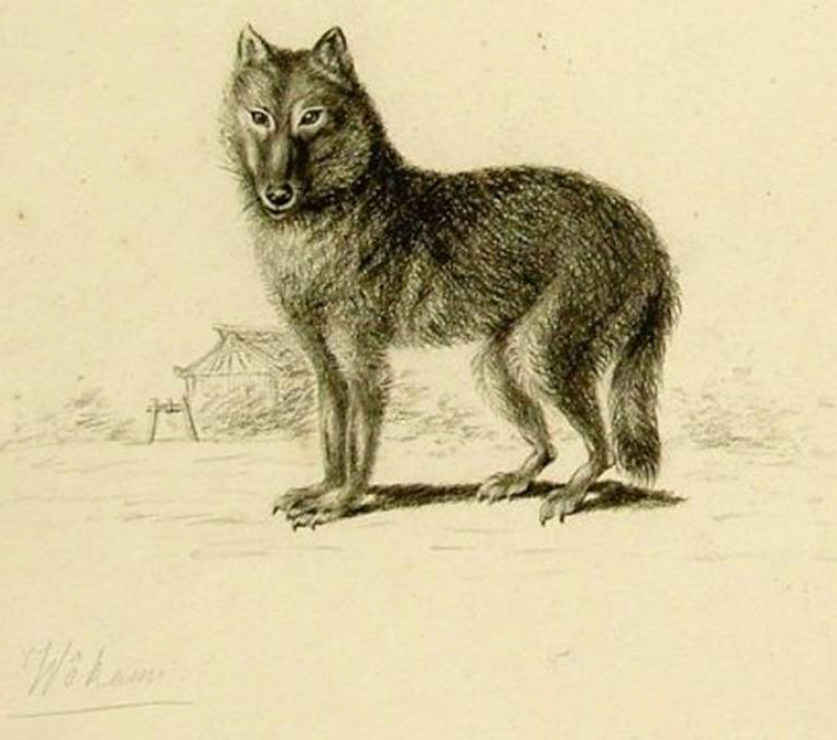
シーボルトの飼育個体を模写した、おそらく唯一の、ヨーロッパ人による「ヤマイヌ」ではない「オオカミ」を描いたとされる画（Carl Hubert de Villeneuve）

19世紀までは東北地方から九州まで広く分布していた。
1905年（明治38年）1月23日、奈良県吉野郡小川村鷲家口（現東吉野村鷲家口）で捕獲された若いオス（標本として現存）が確実な最後の生息情報である。なお、1月23日はアメリカの動物採集家マルコム・プレイフェア・アンダーソンと同行していた金井清および猟師の石黒平次郎が、地元の日本人猟師2名からオオカミの死体を8円50銭で購入した日付であり、標本作製の際に金井が、厳冬のさなかに「腹は稍青みをおびて腐敗しかけている所からみて、数日前に捕れたものらしい」と述べているため、正確な捕獲日は1月23日よりも数日前である。剥製の作製は宿泊していた芳月楼（現・衣料品店）の近くで行われた。
1910年（明治43年）8月に福井城址にあった農業試験場（松平試農場。松平康荘参照）にて撲殺されたイヌ科動物が標本にされた。この標本は太平洋戦争中の福井空襲により写真を残して焼失した。2003年に「これはニホンオオカミであった」との論文が発表された。しかし標本は失われており、最後の例と認定するには学術的には不確実である。
1910年に群馬県高崎市でイヌ科動物が駆除され、同年3月20日発行の狩猟雑誌『猟友』に記載された。2012年4月、これはニホンオオカミだった可能性が指摘された。
環境省のレッドリストでは、「過去50年間生存の確認がなされない場合、その種は絶滅した」とされるため、ニホンオオカミは絶滅種となっている。

### 特徴
脊椎動物亜門哺乳類綱ネコ目（食肉目）イヌ科イヌ属に属する。絶滅種。体長95 - 114センチメートル、尾長約30センチメートル、肩高約55センチメートル、体重推定15キログラムが定説となっている。
他の地域のオオカミよりも小さく中型日本犬ほどだが、中型日本犬より脚は長く脚力も強かったと言われている。尾は背側に湾曲し、先が丸まっている。吻は短く、日本犬のような段はない。耳が短いのも特徴の一つ。夏と冬で毛色が変化し、周囲の環境に溶け込んだ。

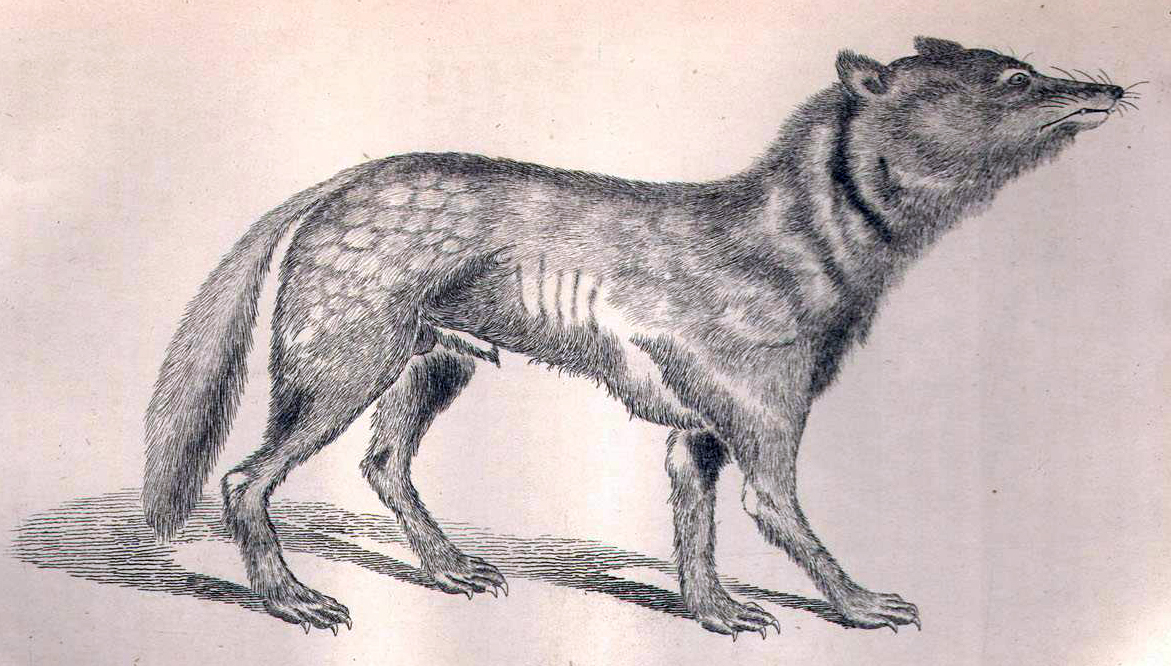
雑誌『The Chrysanthemum』1881年2月号に掲載されたブラウンスの記事中の図。

## 分類
ニホンオオカミをハイイロオオカミの亜種とするか別種にするかは意見が分かれており、別亜種説が多数派であるものの定説にはなっていない。
なお、同じく絶滅種である北海道に生育していたエゾオオカミ（大陸のハイイロオオカミの別亜種）とは、別亜種であるとして区別される。

### 別亜種説
ニホンオオカミが大陸のハイイロオオカミと分岐したのは日本列島が大陸と別れた約17万年前とされているが、一般に種が分岐するには数百万年という期間を要し、また生態学的、地理的特徴においても種として分岐するほどの差異が見られないことから、同種の別亜種であるとする説。

### 別種説
ニホンオオカミを記載したコンラート・ヤコブ・テミンクによると、ニホンオオカミはハイイロオオカミと別種であるという見解である。これにしたがえば、独立種 Canis hodophilax となる。
また、ニホンオオカミの頭骨を研究していた今泉吉典も頭骨に6ヵ所の相違点があり、独立種と分類すべきとしている。

#### 遺伝学的調査
獣害の報告の都合などもあって科学的な分類は明治期に開始された。しかし、家畜の犬を意図的に野生の狼と交配させる習慣が見られたり、マタギの証言でも野犬との交配個体を思わせる「種類」の報告があるなど混迷しており、現存する標本を用いても純粋なニホンオオカミを遺伝的に解明するのは困難だという指摘も存在する。フィリップ・フランツ・フォン・シーボルトが所持していた「ヤマイヌ」も、mtDNAはオオカミと判定されたが頭骨に他の標本とは著しい差異が確認され、犬との交配個体の可能性が挙げられている。
岐阜大学教授の石黒直隆によりニホンオオカミの骨からDNAが取りだされて調査された結果、大陸のオオカミとも犬とも遺伝的に異なる系統であること、本州、四国、九州の各地域で捕獲されたサンプル間の遺伝的差異は小さく、遺伝的に均一性の高い集団であることが確かめられ、この論文は、2009年度の日本動物学会誌11月号に発表された。石黒教授は朝日新聞のインタビューに、「ニホンオオカミは限られた遺伝子集団であり、日本列島で孤立化した種」、「ニホンオオカミの起源となったオオカミもすでに絶滅しているのかもしれないが、探し出したい」旨のコメントを残している。
同論文中に示された遺伝子系統樹では、ニホンオオカミ集団は単系統のクラスターを形成しているが、系統樹全体で見ればイヌ（Canis lupus familiaris）を含むハイイロオオカミ（Canis lupus）の種内に包摂されているため、大陸のハイイロオオカミ系統とは亜種レベルの差異であることが示唆されており、遺伝系統の考察においても慎重ながらニホンオオカミは大陸のオオカミの一系統に由来すると推測されている。
その後石黒は2012年の日本獣医師会雑誌 第65巻第3号に掲載された論文の中で、「ニホンオオカミもユーラシア大陸由来のタイリクオオカミから派生した地方集団と考えて、島に閉じ込められて体型が小型化した島嶼化集団と推測するとわかりやすい」、「今後、朝鮮半島や台湾などユーラシア大陸の島嶼部で、ニホンオオカミと同じ系統を示すタイリクオオカミの依存種（ママ）がいないか調査してみたいものである」と述べており、2009年時点よりも明確に別亜種説を採っている。
これとは別に、更新世のシベリア・アラスカには更新世オオカミと呼ばれるさらに古い系統の大型オオカミが生息し、日本列島へも渡り、本州の各地から化石が出土している。日本列島ではニホンオオカミ、タイリクオオカミ、更新世オオカミの他にもドール属（アカオオカミ）とファルコナーオオカミも発見されている。
2021年に発表された論文では、この系統の最後の生き残りがニホンオオカミだった可能性が指摘され、また、ハイイロオオカミはニホンオオカミよりもいくつかの犬種により近縁だとされている。
2022年に発表された化石に残存する核ゲノム配列の分析の研究によると、日本の大型オオカミの化石が更新世オオカミの系統であることが裏付けられ、また、その後にハイイロオオカミの亜種が大陸から渡ってきて、両者が交雑しニホンオオカミが成立した可能性を指摘した。
2024年に発表された高深度ゲノム分析の研究によると、ニホンオオカミは現在のハイイロオオカミの亜種で（更新世オオカミとの交雑は見られず）、また家畜のイエイヌに最も近縁であり、共に東アジアが発祥で（またその後もその地では両者の交雑があり）、その後、日本へ渡ってきたとされる。

### ヤマイヌとオオカミ

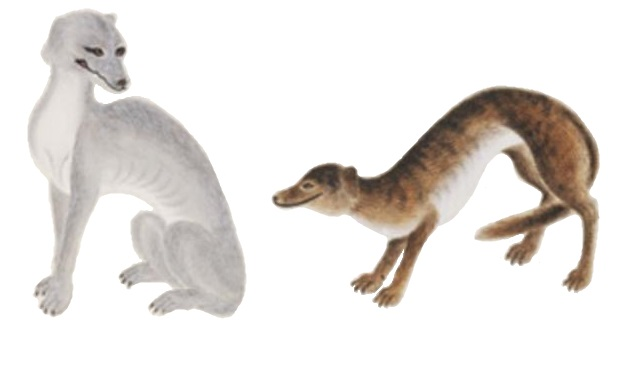
川原慶賀による「オオカミ」と「ヤマイヌ」の画

「ニホンオオカミ」という呼び名は、明治になって現れたものである。
オオカミはオオカメ、オイヌ、オオイヌなどとも呼ばれ、真神伝承の様に神という意味合いを込められているとされるほか、「オオカミ」含めこれらの呼称は「大きな犬」を指した呼称であるとされる。
日本では古来、ヤマイヌ（豺、山犬）、オオカミ（狼）と呼ばれるイヌ科の野生動物がいるとされていて、説話や絵画などに登場している。これらは、同じものとされることもあったが、江戸時代頃から別であると明記された文献も現れた。ヤマイヌは小さくオオカミ（オホカミ）は大きい、オオカミには「水かき」があって泳ぐ、オオカミは信仰の対象となったがヤマイヌはならなかった、などの違いがあった。
このことについては、下記の通りいくつかの説がある。
- ヤマイヌとオオカミは同種（同亜種）である。
- ヤマイヌとオオカミは別種（別亜種）である。
  - ニホンオオカミはヤマイヌであり、オオカミは未記載である。
  - ニホンオオカミはオオカミであり、未記載である。Canis lupus hodophilax はヤマイヌなので、ニホンオオカミではない。
  - ニホンオオカミはオオカミであり、Canis lupus hodophilax は本当はオオカミだが、誤ってヤマイヌと記録された。真のヤマイヌは未記載である。
- ニホンオオカミはヤマイヌであり、オオカミはニホンオオカミとイエイヌの雑種である。
- ニホンオオカミはヤマイヌであり、オオカミは想像上の動物である。

現在は、ヤマイヌとオオカミは同種とする説が有力である。
なお、中国での漢字本来の意味では、豺はドール（アカオオカミ）、狼はタイリクオオカミで、混同されることはなかった。
現代では、「ヤマイヌ」は次の意味で使われることもある。
- ヤマイヌが絶滅してしまうと、本来の意味が忘れ去られ、主に野犬を指す呼称として使用されるようになった。
- 英語の wild dog の訳語として使われる[26][注 3]。wild dog は、イエイヌ以外のイヌ亜科全般を指す（オオカミ類は除外することもある）。「ヤマネコ（wild cat）」でイエネコ以外の小型ネコ科全般を指すのと類似の語法である。

動物学者の平岩米吉は、絶滅前はニホンオオカミと山にいる野犬を混同して両方「山犬」と呼んでいただろうとし、黄褐色の毛を持ち、常に尾を垂れているものがニホンオオカミであるが、両方とも人を噛むという点でどちらも人々から恐れられていただろう、と述べている。
上記の通り、シーボルトが所持していた「ヤマイヌ」は後年の調査で犬との交配個体の可能性が挙げられている。
一説にはヤマイヌの他にオオカメ（オオカミの訛り）と呼ばれる痩身で長毛のタイプもいたようである。シーボルトは両方飼育していたが、オオカメとヤマイヌの頭骨はほぼ同様であり、テミンクはオオカメはヤマイヌと家犬の雑種と判断した。オオカメが亜種であった可能性も否定出来ないが、シーボルト事件で家宅捜索を受けた際に資料が散逸し、詳細は不明となった。

## 生態
元から目撃例が少なく、また上記の通りヤマイヌとの差異も明確でない上、学術的な調査が行われる前に絶滅したため、生態については不明な部分が多い。
薄明薄暮性で、エゾオオカミと違って大規模な群れを作らず、2〜3から10頭程度の群れで行動した。主にニホンジカ、イノシシ、ニホンザルを獲物としていたが、人里に出現し、犬や馬を襲うこともあった（特に馬の生産が盛んであった盛岡では、被害が多かった）。遠吠えをする習性があり、近距離でなら障子などが震えるほどだったといわれる。山峰に広がるススキの原などにある岩穴を巣とし、そこで3頭ほどの子を産んだ。自らのテリトリーに人間が入った場合は、警戒し、出て行くまで後ろを付いて来て見届ける習性があったとされ、送り犬は、この習性を人間が都合の良いように解釈したものという意見もある。また「hodophilax（道を守る者）」という亜種名の元となった。
寺島良安の『和漢三才図会』には「狼、人の屍を見れば、必ずその上を跳び越し、これに尿して、後にこれを食う」と記述されている。

## 人間との関係
日本列島では縄文時代早期から家畜としてのイヌが存在し、縄文犬と呼ばれている。縄文犬は縄文早期には体高45センチメートル程度、縄文後期・晩期には体高40センチメートルで、猟犬として用いられていた。弥生時代には大陸から縄文犬と形質の異なる弥生犬が導入されるが、縄文犬・弥生犬ともに東アジア地域でオオカミから家畜化されたイヌであると考えられており、日本列島内においてニホンオオカミが家畜化された可能性は形態学的・遺伝学的にも否定されている。なお、縄文時代にはニホンオオカミの遺体を加工した装身具が存在し、千葉県の庚塚遺跡からは縄文前期の上顎犬歯製の牙製垂飾が出土している。

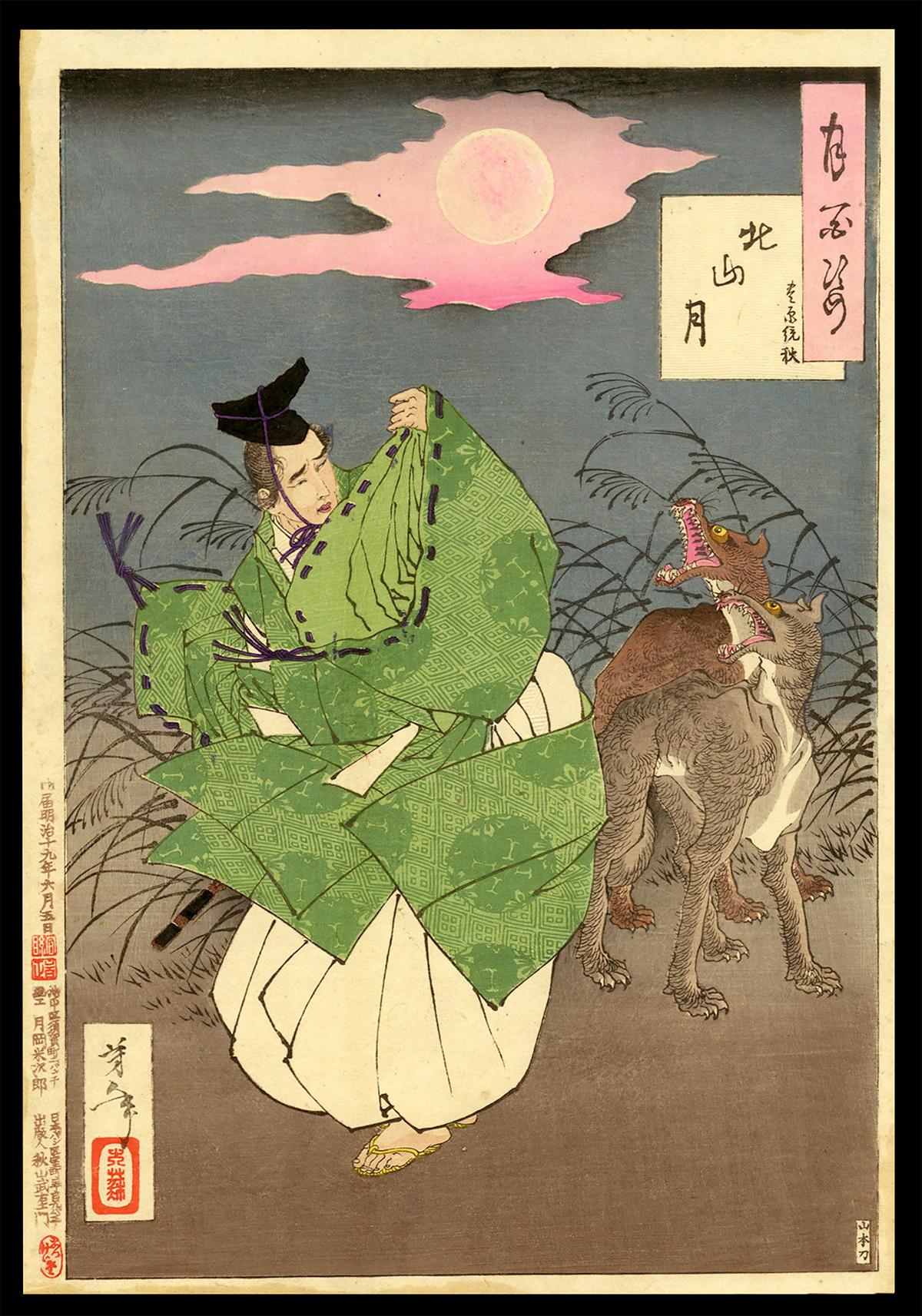
狼と遭遇し、笙を聞かせて難を逃れた豊原統秋の伝承を描いた『北山月』（月岡芳年『月百姿』）

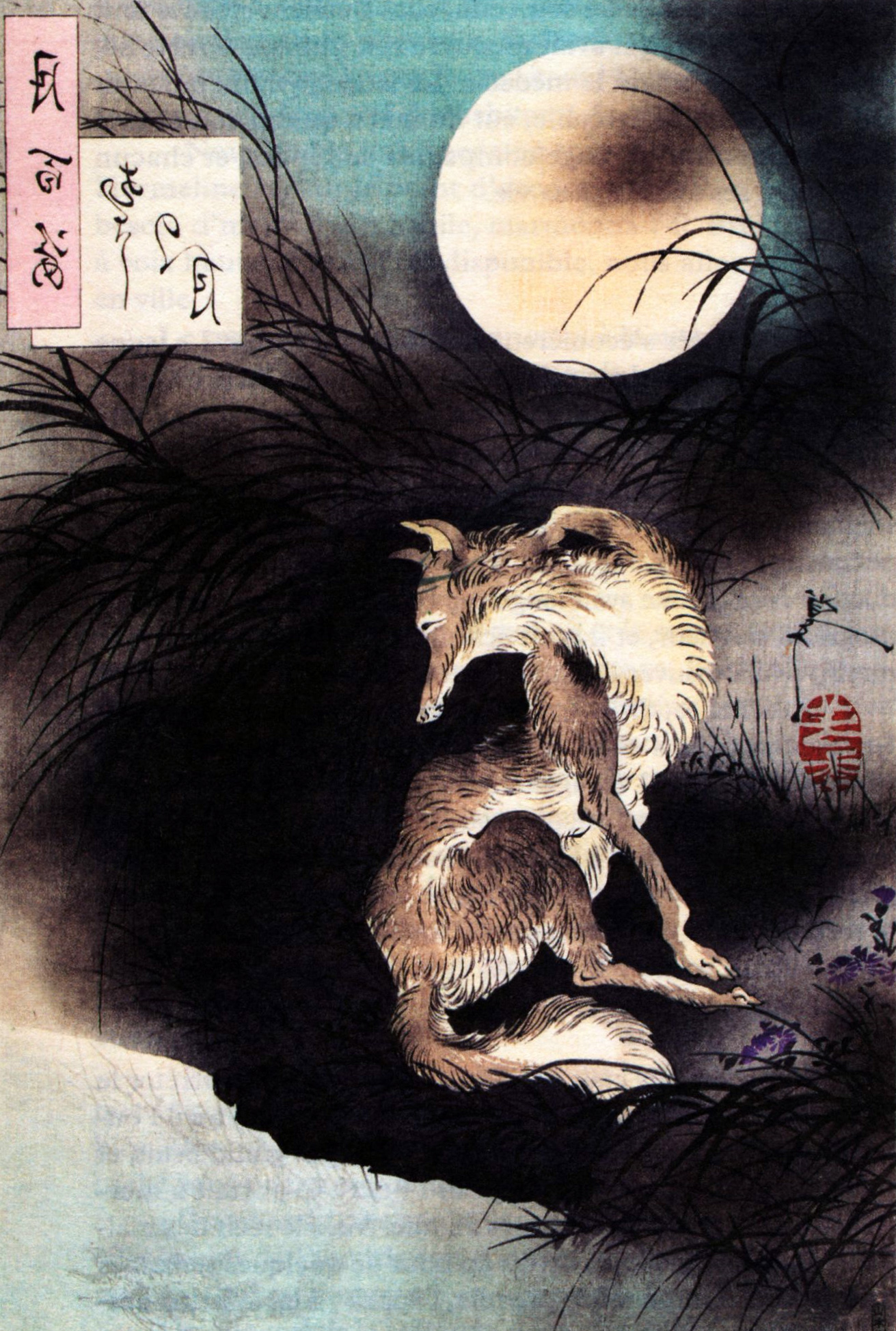
満月の下のオオカミを描いた『武蔵の満月』（月岡芳年）

日本の狼に関する記録を集成した平岩米吉の著作によると、狼が山間のみならず家屋にも侵入して人を襲った記録がしばしば現れる。また北越地方の生活史を記した北越雪譜や、富山・飛騨地方の古文書にも狼害について具体的な記述が現れている。
奥多摩の武蔵御嶽神社や秩父の三峯神社を中心とする中部・関東山間部など日本では魔除けや憑き物落とし、獣害除けなどの霊験をもつ狼信仰が存在する。各地の神社に祭られている犬神や大口の真神（おおくちのまかみ、または、おおぐちのまがみ）についてもニホンオオカミであるとされる。これは、山間部を中心とする農村では日常的な獣害が存在し、食害を引き起こす野生動物を食べるオオカミが神聖視されたことに由来する。『遠野物語』の記述には、「字山口・字本宿では、山峰様を祀り、終わると衣川へ送って行かなければならず、これを怠って送り届けなかった家は、馬が一夜の内にことごとく狼に食い殺されることがあった」と伝えられており、神に使わされて祟る役割が見られる。
神奈川県清川村では、頭骨などが別々の民家で受け継がれ、魔よけやまじないの飾りとされていた。これらの骨は、総合研究大学院大学によるゲノム解析の結果、本物のニホンオオカミの骨と認定された。村では、穴に落ちて猟師に助けられたオオカミが、恩返しをしたという話も存在する。

## 絶滅の原因
ニホンオオカミ絶滅の原因については確定していないが、おおむね狂犬病やジステンパー（明治後には西洋犬の導入に伴い流行）など家畜伝染病と人為的な駆除、開発による餌資源の減少や生息地の分断などの要因が複合したものであると考えられている。
江戸時代の1732年（享保17年）ごろにはニホンオオカミの間で狂犬病が流行しており、オオカミによる襲撃の増加が駆除に拍車をかけていたと考えられている。また、日本では山間部を中心に狼信仰が存在し、魔除けや憑き物落としの加持祈祷にオオカミ頭骨などの遺骸が用いられている。江戸後期から明治初期には狼信仰が流行した時期にあたり、狼遺骸の需要も捕殺に拍車をかけた要因のひとつであると考えられている。
なお、1892年の6月まで上野動物園でニホンオオカミを飼育していたという記録があるが写真は残されていない。当時は、その後10年ほどで絶滅するとは考えられていなかった上に、写真はそう簡単に撮れるものではなかった。

## 生存の可能性
紀伊半島山間部では、1970年代に捕獲された動物がニホンオオカミではないかと騒動になった事例が複数あった。1973年8月16日、和歌山県田辺市長野伏菟野(ふどの）にある果無山系の槇山の水路で動物の死体が発見された。同8月20日、衰弱した同様の動物が発見された。動物考古学者の直良信夫は、イヌ科の動物であるという以外にはっきりとはいえないが、ニホンオオカミが野良犬と雑交しながら生きてきたことは間違いなく、そのなかで先祖返りした可能性もあると述べた。同8月22日、野生動物研究家、作家の斐太猪之助は、二体の後ろ足には、オオカミヅメがないものの、頭頂部から鼻先までが平くて長い頭部、第一中手骨の位置、ちぢれた体毛で枝毛があるといった特徴から、ニホンオオカミであると断定した(狸は顔が丸く、口先が尖り、毛は柔らかい。犬は頭頂部から鼻先までの傾斜が急で、毛はちぢれていない。狸も犬も第一中手骨の位置が高い）。
在野の動物学者、作家の平岩米吉は、それらの事例はタヌキの幼獣や野犬、キツネを誤認したものであったと断じている。
秩父山系では、1996年にニホンオオカミに酷似した動物が撮影された（秩父野犬）。これについてはニホンオオカミであるとする説と、野犬であるという説で専門家の見解が割れている。発見者から写真の提供を受けた今泉吉典は、耳の形や前脚の短さなどオランダのタイプ標本と比較し、12の根拠からニホンオオカミの可能性があるとの見解を示したという。
大分県・祖母山では、2000年にニホンオオカミと酷似した動物の写真が撮られている（詳しくは四国犬を参照のこと）。

## 絶滅の弊害と導入計画
ニホンオオカミが絶滅したことにより、天敵がいなくなったイノシシ・ニホンジカ・ニホンザルなどの野生動物が大繁殖することとなり、人間の生存域にまで進出し、農作物に留まらず森林や生態系にまで大きな被害を与えるようになった。
アメリカでは絶滅したオオカミを復活させたことにより、崩れた生態系を修復した実例があり、それと同様にシベリアオオカミを日本に再導入し対応するという計画が立案されたこともあった。しかしながら、ニホンオオカミよりも大型で体力の強いシベリアオオカミが野生化することの弊害が指摘されて中止になった経緯がある。現在も、祖先がニホンオオカミと同じという説がある中国の大興安嶺のオオカミを日本に連れてきて森林地帯に放すという計画を主張する人々がいる。
なお、近年では、クローン技術によりニホンオオカミを復元しようという話も持ち上がっている。
ただし、特に島嶼地域に顕著だが、頂点捕食者が歴史的に存在せずに草食・雑食動物の生息が保たれてきた島々が多数存在するのも事実である。日本国内の例をあげると、淡路島や対馬、屋久島や口永良部島や馬毛島には現代でもシカやイノシシが自然分布するが、これらの島々ではニホンオオカミの歴史的な分布が確認されていない。同じくオオカミの記録が無い佐渡島にも過去にイノシシが自然分布していた可能性も指摘されている。近年の調査では、屋久島のヤクシカが捕食者の不在にも関わらず自然に減少することが示唆されている。
また、外国においてもオオカミの導入による生態系の一方的な回復を疑問視する声も存在し、導入から数十年経過した地域でも発生しうる獣害の是非に関する議論は続いており、導入したオオカミを結局は人為的に駆除して数を減らす場合もある。
国内におけるオオカミの獣害は、狂犬病伝来後の記録が主に注目されるが、オオカミがヒトを襲うことは古くから知られ、狂犬病の伝来する以前においても大規模な人的被害が報告されている。なお、後期更新世以降の日本列島に生息した（シカやイノシシなどを常態的に襲う）肉食動物では、同類の野生個体が人間を襲撃した事例が一度も存在しないのはドール（アカオオカミ）とオオヤマネコである。

## 現存する標本
ニホンオオカミは明治の早期に絶滅したため、頭骨、毛皮は数体存在し剥製は世界に5体しかない。うち日本国内に4体（うち1体は2023年までヤマイヌとされていたもの）、オランダに1体（イヌとの雑種）が確認されている。

### 日本
- 国立科学博物館（剥製、全身骨格標本：1870年頃・福島県産オス・冬毛） - このほかヤマイヌとされてきた同館所蔵の剥製標本について、前記の上野動物園で飼育されていたニホンオオカミである可能性を指摘した論文が、2024年に同館発行の電子ジャーナルに掲載された[60]。
- 東京大学農学部（剥製：1881年岩手県産メス・冬毛）[61]
- 和歌山県立自然博物館（剥製：1904年和歌山・奈良県境大台山系産・冬毛、和歌山大学より寄託） - 1981年に頭骨を取り出しての調査によりニホンオオカミと判明した[62]。吻から額にかけてのラインに段があり、日本犬のような顔になっている。標本を作る際のミスとの意見もある。
- 埼玉県秩父市の秩父宮記念三峯山博物館（2例の毛皮、2002年に相次いで発見・確認）
- 熊本市立熊本博物館（全身骨格標本） - 熊本県八代郡京丈山洞穴より、1976年から1977年にかけての調査で発見された。放射性炭素法を使って骨の年代測定を行った結果、この個体は室町時代から江戸時代初期に生きていたことが分かった。このほか1969年に、同じく熊本県泉村矢山岳の石灰岩縦穴からも頭骨が発見されている。

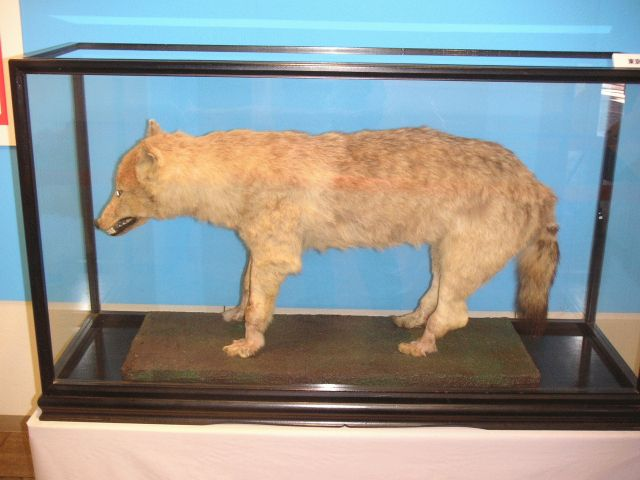
東京大学所蔵の剥製標本
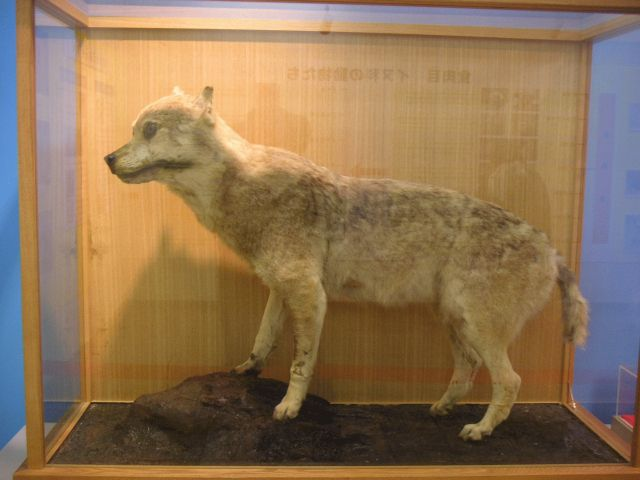
和歌山県立自然博物館保管の剥製標本
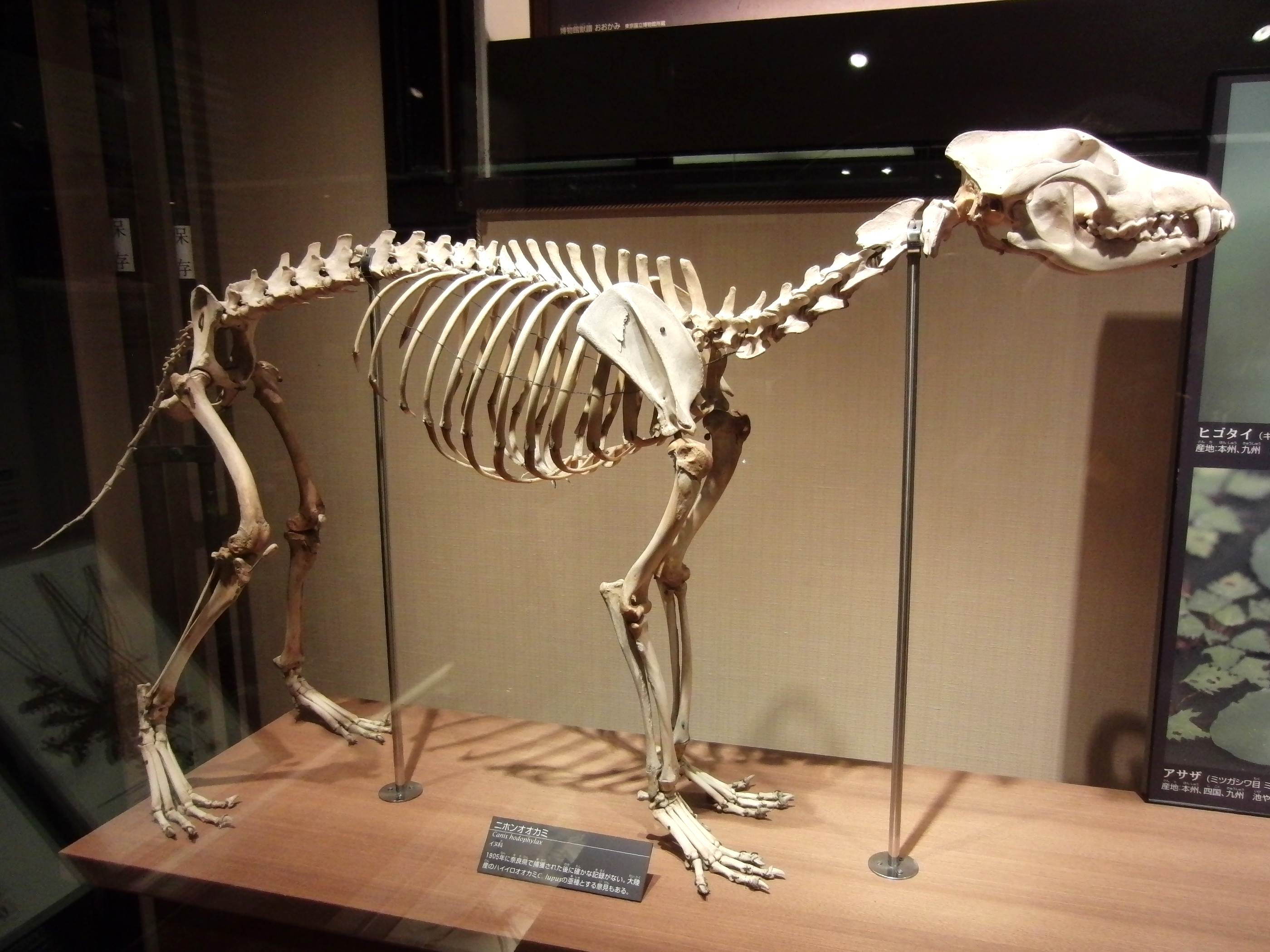
国立科学博物館所蔵の骨格標本

### 日本国外
- オランダ・ライデンのオランダ国立自然史博物館（剥製：1826年大阪天王寺で購入・成獣） - 江戸時代にシーボルトが日本から持ち帰った多くの動植物標本の内の一点、ヤマイヌという名称でタイプ標本となっている。愛知万博で里帰り展示された[63]。遺伝子解析により母親がニホンオオカミ、父親がイヌの交雑種であることが判明した[64]。
- イギリス・ロンドンのロンドン自然史博物館[65]（毛皮、頭骨：1905年奈良県東吉野村鷲家口で購入・若いオス・冬毛）
- ドイツ・ベルリンのフンボルト博物館（毛皮）

### 頭骨など

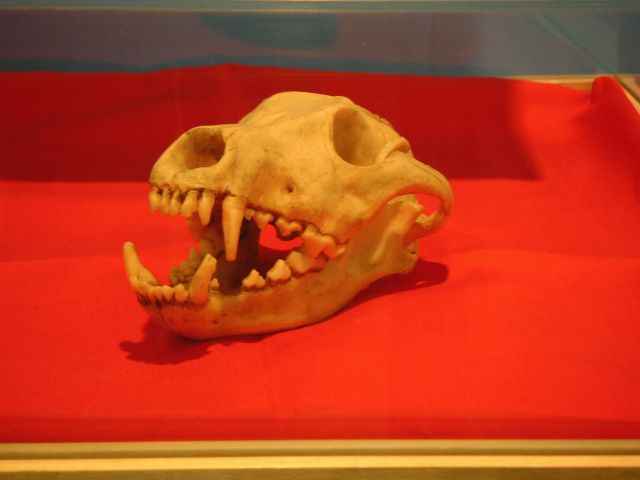
ニホンオオカミの頭蓋骨標本

- 本州、四国、九州の神社、旧家などに、ニホンオオカミのものとして伝えられた頭骨が保管されている。特に神奈川県の丹沢ではその頭骨が魔よけとして使われていた為、多く見つかっている。
- 2004年4月には、筋肉や皮、脳の一部が残っているイヌ科の動物の頭骨が山梨県笛吹市御坂町で発見され、国立科学博物館の鑑定によりニホンオオカミのものと断定された（御坂オオカミ）。DNA鑑定は可能な状態という。中部地方や関東地方の山間地には狼信仰があり、民間信仰と関係したオオカミ頭骨が残されている。御坂オオカミは江戸後期から明治に捕獲された個体であると推定されており、用途は魔除けや子どもの夜泣きを鎮める用途が考えられ民俗学的にも注目されている。現在は山梨県立博物館に所蔵されている[66]。
- 栃原岩陰遺跡の遺物を収蔵展示している北相木村考古博物館にはニホンオオカミの骨の破片が展示されているが、その他多くの縄文・弥生遺跡からニホンオオカミの骨片が発掘されている[67]。
- 2021年2月、豊橋市自然史博物館は「愛知県豊川市の旧家から、江戸時代に三河地方で捕獲されたニホンオオカミの頭骨が寄贈された」と発表した[68][69]。